# Pombalinho (Santarém)
Pombalinho is een plaats (freguesia) in de Portugese gemeente Santarém en telt 530 inwoners (2001).